# Виктор Корчној
Виктор Корчној (рус. Ви́ктор Льво́вич Корчно́й; Лењинград, 23. март 1931 — Волен, 6. јун 2016) био је руско-швајцарски шаховски велемајстор. Због стила игре и намргођеног погледа прозвали су га „Страшни Виктор”.

## Биографија
За време Другог светског рата, Корчној је живео у Лењинграду (1941—1943) у време његове опсаде.
Почео је да учи шах у шестој години. Постао је Совјетски мајстор 1951, интернационални мајстор 1954, велемајстор 1956. Четири пута је био шампион Совјетског Савеза а играо је и за олимпијски тим Совјетског Савеза са којим осваја 6 златних медаља. Осам пута је играо мечеве кандидата, а играо је и финале против Карпова два пута. Емигрирао је у Швајцарску 1976. и тамо постаје швајцарски грађанин 1991. То је било прво емигрирање совјетских врхунских шахиста на Запад. На Филипинима 1978. је био близу да порази Карпова у мечу за првака света у шаху.
Био је пласиран међу првих 100 играча на свету више од 50 година. Све до своје смрти је био у врхунској форми, а у поодмаклим годинама побеђивао је и на турнирима (2006. освојио титулу међа ветеранима).
Умро је 6. јуна 2016. године у Волену (Швајцарска), у 86. години живота.
Говорио је српски језик.

## Пласман и рејтинг Корчноја у периоду јул 2000. — јануар 2007.
Све до своје смрти је био пласиран међу првих 100 играча на свету.
| Период        | Позиција | Рејтинг |
| јануар 2007.  | 85       | 2629    |
| октобар 2005. | 92       | 2620    |
| јули 2005.    | 100      | 2615    |
| април 2005    | 96       | 2619    |
| јануар 2005.  | 90       | 2617    |
| јули 2003     | 66       | 2628    |
| април 2003.   | 60       | 2632    |
| јануар 2003.  | 43       | 2642    |
| октобар 2002. | 52       | 2634    |
| јули 2002.    | 59       | 2626    |
| април 2002.   | 51       | 2635    |
| јануар 2002.  | 54       | 2633    |
| октобар 2001. | 45       | 2639    |
| јули 2001.    | 64       | 2617    |
| април 2001.   | 41       | 2643    |
| јануар 2001.  | 46       | 2639    |
| октобар 2000. | 50       | 2632    |
| јули 2000.    | 63       | 2620    |

## Успеси у шаховској каријери
Веома дуго је успео да остане врхунски шахиста: задивио је шаховски свет када се на импресиван начин квалификовао за шампионат Совјетског Савеза, 1952. (у то време је СССР била доминантна шаховска земља у свету). 1960. први пут побеђује на шампионату Совјетског Савеза (други је био 1962, 1964. и 1970).
Наравно, најзначајније у његовој шаховској каријери је играње меча против Карпова за титулу шампиона света, 1970. и 1980. Финалне мечеве кандидата је почео да игра 1974. и завршио у Манили 1981. У тим мечевима је играо против осам светских првака: Ботвиника, Таља, Смислова, Петросјана, Спаског, Фишера, Карпова и Каспарова. (Против Таља је имао 13 победа, 6 пораза и 29 ремија.) Против Петросјана и Спаског је имао позитиван скор, а са Ботвиником и Фишером био је изједначен. Био је други играч на свету свих тих година.
- 1960—1970. шампион Совјетског Савеза (4 пута)
- 1968. Финални меч кандидата са Спаским (једна победа и 4 пораза), Кијев, Украјина
- 1974. Финални меч кандидата са Карповом (две победе и три пораза), Москва, Русија
- 1977. Финални меч кандидата са Спаским (7 победа и 4 пораза), Београд, Србија
- 1978. Меч за титулу против Карпова (5 победа и 6 пораза), Баги, Филипини
- 1980. Финални меч кандидата са Хибнером (3 победе и 2 пораза), Мерану, Италија
- 1981. Меч за титулу против Карпова (2 победе и 6 пораза)

## Успеси на великим турниримаАрхивиранона веб-сајту(12. август 2007)
- 1960. СССР — први
- 1965. Јереван, Јерменија — први
- 1980. Лондон, Велика Британија (од првог до трећег места)
- 1985. Тилбург, Холандија (од првог до трећег места)

## Корчнојев карактер
О њему се мислило да је напрасит и циник због свог погледа. Он је, у ствари, љубазан, стари шерет, кога је вероватно болело такво мишљење, што је говорило о његовој људскости и поштењу. Прича о његовој борби са Карповом је легендарна. Мистериозни јогурт од јагода, x-зраци, хипноза, у то време без држављанства, окретање око столице, и друге бизарности које никада раније нису виђене, обележиле су овај меч.
Постоји анегдота да је једном прекинуо партију и питао судију, без комплекса, о великој рокади. Питао га је да ли је дозвољено да рокира на даминој страни када његов противник напада поље б1. Корчној је наставио партију и победио.

## Књиге које је написао
- 2006: My Life for Chess DVD vol. 1-2. Chessbase.
- 2001: My Best Games: Vol. 1 Games with white. Edition Olms.
- 2001: My Best Games: Vol. 2 Games with black. Edition Olms.
- 1999: Practical Rook Endings. Edition Olms.
- 1978: Chess is my life: Autobiography and games. Arco.
- 1986: King's Gambit. Collier. /Виктор Корчној и Владимир Зак/
- 1994: A29 English Opening. Chess Informant.
- 1994: C18-19 French Defence. Chess Informant.
- 1995: C80-81 Ruy Lopez. Chess Informant.
- 1995: C82 Ruy Lopez. Chess Informant.
- 1995: C83 Ruy Lopez. Chess Informant.
- 1992: Antishakhmaty
- 1978: Viktor Korchnoi's Best Games, NY David McKay

## Велики шахиста који никада није постао првак света у шаху
Виктор Корчној је аутор два невероватна DVD-a под називом „Мој живот за шах” (13. април 2005) које је представио колумниста Стив Лопез који је тад рекао за Корчноја да је много више од шахисте — он је чудо природе. Ови дискови су ретроспектива протеклих година и избор најбољих партија.
- О Бобију Фишеру је рекао: „Када је завршио меч (1972. меч за светског првака) и престао да игра шах, људи су схватили да он није само мало луд, већ много више.”
- О Каспаровљевом знању шаха: „Само је Каспаров најкомплетнији играч.”
- О Михаилу Таљу: „Он ме се у суштини плаши.”
- О Таљу поново: „... то је била једна он најзначајнијих карактеристика Таљевог талента: његов ум је био флексибилан.”